# Rhysopleura
Rhysopleura (лат.) — род жуков-скакунов из подсемейства Cicindelinae (подтриба Iresina). Австралия.

## Распространение
Встречаются в Австралии.

## Описание
Жуки-скакуны мелкого размера с крупными глазами, стройным телом и длинными ногами. Отличается горбатым пронотумом. Основная окраска тела коричневая и чёрная с желтоватыми отметинами на надкрыльях. Второй гонококсит очень короткий. Клипеус с двумя щетинками, а  лоб с одной супраорбитальной щетинкой. Крылья развиты. Обитают на стволах деревьев. Биология и жизненный цикл малоизучены.

## Классификация
Род Rhysopleura включён в подтрибу Iresina Rivalier, 1971 в составе трибы Cicindelini.
- Rhysopleura undulata (Sloane, 1904)
  - Distipsidera undulata Sloane, 1904